# 小腆紀年
《小腆紀年》，本名「小腆紀年附考」，編年體南明史書，凡二十卷，約六十萬字。書前有自序。清人徐鼒（1810—1862）著。徐鼒，字彝舟，江蘇六合人，於道光三十年（1850）以翰林入史館，得以借閱皇家秘藏，寫成「小腆紀年」。咸豐十一年（1861）始刊，現有中華書局1957年刊本。

## 題解
書名小腆，小國之謂也，源自《尚書·大誥》：「殷小腆，誕敢紀其敘」。孔穎達疏云：「殷本天子之國，武庚比之為小，故言小腆。腆是小貌也。鄭玄云：『腆謂小國也。』」南明，明之餘孽也，比之武庚，故云「小腆」。

## 成書背景
作者生活的時代，文禁稍弛，各種野史始見於世，重開研究明季治亂興亡的風氣。作者畢竟是清朝的翰林，自然不免要做些為「我大清」歌功頌德的官樣文章，惟其對於史事尚能實事求是，秉筆直書。書中用濃墨重彩刻畫了明季忠臣志士在抗清鬥爭中表現出的堅貞不屈、慷慨從容，贊揚了他們為大義赴難，視死如歸的行為。

## 內容架構
是書倣照春秋綱目，以年月為序，記載崇禎及福唐桂魯四王史事，起於明崇禎十七年甲申（1644）正月，訖於清康熙二十二年癸亥（1683）八月。始以「明帝視朝，文武朝班亂」的「亡國氣象」，終以鄭克塽降清，「明朔始亡」。徵引前人史料六十餘種（如「南疆繹史」「明史紀事本末」「三藩紀事本末」等），兼及臺海方志和詩文集。紀事與他書所記有異同者，考其真偽，作「附考」記於其條之下。